# Jobinia fontellana
Jobinia fontellana är en oleanderväxtart som beskrevs av Liede och Meve. Jobinia fontellana ingår i släktet Jobinia och familjen oleanderväxter. Inga underarter finns listade i Catalogue of Life.